# Бацано Инфериоре (Перуђа)
Бацано Инфериоре је насеље у Италији у округу Перуђа, региону Умбрија.
Према процени из 2011. у насељу је живело 308 становника. Насеље се налази на надморској висини од 365 м.